# Талановитий містер Ріплі
«Талановитий містер Ріплі» — психологічний трилер Патриції Хайсміт, виданий у 1955 році. У романі представлений персонаж Тома Ріплі, який повертається в чотирьох наступних романах. Його багато разів екранізували, зокрема Пурпурний полудень (1960) з Аленом Делоном у головній ролі, «Талановитий містер Ріплі» (1999) з Меттом Деймоном у головній ролі та серіал «Ріплі» (2024) з Ендрю Скоттом у головній ролі.

## Сюжет
Том Ріплі — молодий чоловік, який намагається заробити на життя в Нью-Йорку будь-якими способами, включно з серією дрібних афер. Одного разу до нього звертається судноплавний магнат Герберт Ґрінліф із пропозицією поїхати до «Монджібелло» (на честь курортного містечка Позітано) в Італії, щоб переконати сина Ґрінліфа, який заблукав, Дікі, повернутися до Сполучених Штатів і приєднатися до сімейного бізнесу. Ріплі погоджується, перебільшуючи свою дружбу з Дікі, напівзабутим знайомим, щоб завоювати довіру старшого Ґрінліфа.
Невдовзі після прибуття до Італії Ріплі вдається познайомитися з Дікі та його подругою Мардж Шервуд. Дікі дозволяє Ріплі залишитися з ним у його італійському літньому будинку. Чим більше часу вони проводять разом, тим більше Мардж відчуває себе покинутою. Невдовзі після приїзду Ріплі до літнього будинку приїжджає Фредді Майлз, шкільний друг Дікі. Ріплі одразу ж недолюблює Фредді.
Дікі, стурбований почуттями Мардж, стає більш уважним до неї і дозволяє їхнім стосункам стати романтичними. Ріплі розлючений і, плекаючи почуття ревнощів і зради, переодягається в одяг Дікі та практикує його манери. Дікі застає його зненацька і реагує шоком та розгубленістю.
Ріплі відчуває, що Дікі почав втомлюватися від нього, обурюючись його постійною присутністю та зростаючою особистою залежністю. Ріплі справді став одержимим Дікі, що ще більше посилюється його бажанням наслідувати і підтримувати багатий спосіб життя, який йому забезпечив Дікі. Як жест Ріплі, Дікі погоджується поїхати з ним на коротку відпустку до Сан-Ремо. Відчуваючи, що він збирається його кинути, Ріплі вирішує вбити Дікі і привласнити його особистість. Коли вони відпливають у невеликому орендованому човні, Ріплі забиває його до смерті веслом, скидає тіло, обтяжене якорем, у воду і затоплює човен.
Ріплі видає себе за Дікі, живе за рахунок його трастового фонду та обережно передає повідомлення Мардж, щоб запевнити її, що Дікі її покинув. Ріплі підробляє чеки і змінює свою зовнішність, щоб бути схожим на Дікі, щоб продовжувати розкішний спосіб життя, яким він насолоджувався. Фредді зустрічає Ріплі в квартирі Дікі в Римі, яку він вважає квартирою Дікі, і незабаром підозрює, що щось не так. Коли Фредді нарешті зустрічається з ним, Ріплі вбиває його важкою скляною попільничкою у квартирі. Пізніше він викидає тіло на околиці Риму, намагаючись змусити поліцію повірити, що Фредді вбили грабіжники.
Ріплі вступає в гру в кішки-мишки з італійською поліцією, але йому вдається убезпечити себе, відновивши власну особистість і переїхавши до Венеції. Послідовно Мардж, Герберт і американський приватний детектив стикаються з Ріплі, який припускає, що Дікі був у депресії і, можливо, наклав на себе руки. Мардж на деякий час зупиняється в орендованому Ріплі будинку у Венеції. Коли вона виявляє каблучки Дікі у Ріплі, вона, здається, на межі усвідомлення правди. У паніці Ріплі подумує про вбивство Мардж, але її рятує те, що вона каже: якщо Дікі віддав каблучки Ріплі, то, ймовірно, він збирався заподіяти собі смерть.
Історія завершується тим, що Ріплі їде до Греції і змиряється з тим, що його зрештою спіймають. Однак він дізнається, що родина Ґрінліфів змирилася з тим, що Дікі помер, і передала його спадщину Ріплі — згідно із заповітом, підробленим Ріплі на друкарській машинці Дікі. Хоча книга закінчується щасливим багатством Ріплі, вона також вказує на те, що його може назавжди переслідувати Параноя. В одному з останніх абзаців він нервово уявляє собі групу поліцейських, які чекають на нього, щоб заарештувати, і Хайсміт залишає свого героя з питанням: «…чи буде він бачити поліцейських, які чекатимуть на нього на кожному пірсі, до якого він коли-небудь наближатиметься?». Однак Ріплі швидко відкидає цю думку і продовжує свою подорож.

## «Ріпліада»
Письменниця написала ще чотири книги про Тома Ріплі:
- Ріплі під землею (англ. Ripley Under Ground) (1970)
- Гра Ріплі (англ. Ripley's Game) (1974)
- Хлопчик, який слідував за Ріплі (англ. The Boy Who Followed Ripley) (1980)
- Ріплі під водою (англ. Ripley Under Water) (1991)

## Сприйняття
У 1956 році «Письменники таємниць Америки» висунули роман на премію Едгара Аллана По як найкращий роман. У 1957 році роман отримав Гран-прі de Littérature Policière як найкращий міжнародний кримінальний роман.
5 листопада 2019 року BBC News включило «Талановитого містера Ріплі» до свого списку 100 найнадихаючіших романів.

## Екранізації

### ТБ
- Роман був вперше адаптований для епізоду антологічного телесеріалу Studio One у січні 1956 року.
- Серіал «Ріплі» з Ендрю Скоттом у головній ролі стартував у квітні 2024 року. Анонсований у вересні 2019 року, спочатку він був призначений для Showtime, який замовив перший сезон із восьми епізодів, сценаристом і режисером якого був Стівен Зейліан, який представив серіал мережі.[4][5] Однак у лютому 2023 року серіал було перенесено на Netflix[6]

### Фільми
- Plein Soleil (первісно), також відомий як Purple Noon (1960), режисер Рене Клеман, Ален Делон у ролі Ріплі та Моріс Роне в ролі Грінліфа.
- У фільмі 1999 року режисера Ентоні Мінгелли знялися Метт Деймон у ролі Ріплі, Джуд Лоу в ролі Дікі та Гвінет Пелтроу в ролі Мардж.
- Сумнозвісний фільм 2003 року «Кімната» був написаний Томмі Візо після перегляду екранізації 1999 року, заснованої на його інтерпретації самого себе як реального Дікі Грінліфа.
- Індійська тамільськомовна екранізація 2012 року «Наан» заснована як на романі, так і на його адаптації 1999 року.[7][8]

### Радіо
- У 2009 BBC Radio 4 випустило адаптації романів з Яном Хартом у ролі Ріплі, Стівеном Гоганом у ролі Дікі та Барбарою Барнс у ролі Мардж.[9]

### Аудіокнига
- У 2007 році була опублікована нескорочена аудіокнига, оповідана Девідом Менкіним.[10]

### Театр
- У 2010 році роман був поставлений у Королівському театрі Нортгемптона з Мішель Раян у головній ролі.[11]

### Художня література
- Роман Е. Локхарта для молоді «Guine Fraud» (2017) є переказом роману.[12]